# Prison centrale de Nassiriya
La prison centrale de Nassiriya (arabe : سجن الناصرية المركزي, Sijn al-Nāṣirīyah al-Markazī), également connue sous le nom de prison d'Al-Hout (arabe : سجن الحوت, Sijn al-Ḥūt), est une prison de haute sécurité située près de Nassiriya, dans le gouvernorat de Dhi Qar, en Irak. Elle est la plus grande prison active d'Irak et la principale, voire la seule, où est appliquée la peine de mort (en). 

## Histoire
Le projet de construction d'une prison de haute sécurité à Nassiriya est lancé en 2004 par l'occupant américain (en),. La maîtrise d'œuvre est d'abord confiée à Parsons Global Services (filiale de la Parsons Corporation (en)), avant de lui être retirée, le 12 juillet 2006, en raison d'une accumulation de six mois de retard,. La suite du chantier est assurée par une société irakienne, Al-Basheer Co.,. La prison ouvre ses portes à l'été 2008, avec une capacité initiale de 600 places,. 
En avril 2010, l'achèvement des phases 3 et 4 des travaux porte la capacité d'accueil à 1 600 places, pour un coût de 36 millions de dollars. Les phases 3 et 4 incluent également la création de structures de soutien médico-social et de formation professionnelle. 
Le 14 décembre 2017, une extension majeure (six nouveaux bâtiments cellulaires pour 3 000 places supplémentaires) est officiellement inaugurée.

### Exécutions
La prison de Nassiriya est la principale, voire la seule, prison où est appliquée la peine de mort en Irak,,. Elle est d'ailleurs communément surnommée « Al-Hout », la baleine en arabe, en raison de sa réputation d'« avaler les gens sans jamais les recracher ». 
Le 21 août 2016, 36 hommes condamnés pour le massacre de Speicher — où près de 1 700 recrues militaires chiites avaient été tuées par l'État islamique en 2014 à Tikrit — sont exécutés par pendaison à la prison de Nassiriya,. 
Le 31 août 2016, sept hommes originaires de divers pays arabes et condamnés pour appartenance à Al-Qaïda sont pendus dans la prison de Nassiriya. 
Le 25 septembre 2017, le ministère de la Justice annonce l'exécution par pendaison à la prison de Nassiriya de 42 personnes condamnées pour « rapt », « assassinat », « recours à des voitures piégées » ou à « des engins explosifs ». Le surlendemain, le Haut-Commissaire de l'ONU aux droits de l'homme, Zeid Ra'ad Al Hussein, se dit « consterné d'apprendre l'exécution de 42 prisonniers en un seul jour ».  
Le 14 décembre 2017, « 38 condamnés à mort » irakiens « appartenant à Al-Qaïda et Daech accusés d'avoir mené des activités terroristes » sont « exécuté[s] [...] en présence du ministre de la Justice Haïdar al-Zameli, dans la prison de Nassiriya », fait savoir Dakhel Kazem, directeur adjoint de la commission de sécurité du conseil de la province de Dhi Qar. Le lendemain, le Haut-Commissariat de l'ONU aux droits de l'homme, « choqué et atterré par l'exécution de masse de 38 hommes », appelle l’Irak à « établir un moratoire immédiat sur l'usage de la peine de mort ». 
Le 28 juin 2018, 13 personnes condamnées pour participation « à des opérations armées avec des groupes terroristes, à des rapts, à des attentats à la bombe et au meurtre de civils » sont pendues à la prison de Nassiriya. Pour la première fois, des photos des exécutions sont diffusées par le gouvernement. 
Le 16 novembre 2020, 21 Irakiens condamnés pour « terrorisme » sont exécutés par pendaison à la prison de Nassiriya.  
Le 25 janvier et le 9 février 2021, respectivement trois et cinq Irakiens condamnés pour « terrorisme » sont pendus à la prison de Nassiriya, en représailles d'un attentat ayant tué 32 personnes quelques jours plus tôt à Bagdad,. 
Le 3 mars 2021, trois nouveaux Irakiens condamnés pour « terrorisme » sont exécutés à la prison de Nassiriya, deux jours avant la visite historique du pape François en Irak.
Le 30 août 2021, six Irakiens condamnés à mort, dont trois pour « terrorisme », sont pendus à la prison de Nassiriya, au lendemain de la visite en Irak du président français Emmanuel Macron.
Le 14 décembre 2021, trois Irakiens condamnés pour « terrorisme », dont un pour un attentat à la voiture piégée en 2013 à Nassiriya et un autre pour un attentat similaire dans la province de Kerbala, sont pendus à la prison de Nassiriya.
Le 25 décembre 2023, 13 Irakiens sont exécutés par pendaison dans la prison centrale de Nassiriya. 
Le 22 avril 2024, 11 Irakiens originaires de la province de Salaheddine sont pendus à la prison de Nassiriya « pour affiliation au dénommé groupe armé Etat islamique ».
Le 6 mai 2024, 11 autres Irakiens, « condamnés en vertu de l'article 4 de la loi antiterroriste », sont pendus à la prison de Nassiriya.
Le 30 mai 2024, huit Irakiens, « condamnés pour terrorisme et pour appartenance au groupe Etat islamique », sont pendus à la prison de Nassiriya.
Le 22 juillet 2024, 10 Irakiens, « reconnus coupables de crimes terroristes et d'appartenance à l'EI », sont exécutés par pendaison à la prison d'al-Hout à Nassiriya.
Le 24 ou 25 septembre 2024, au moins 21 personnes, dont une femme condamnée pour le lynchage d'une personne accusée d'avoir tiré sur des manifestants en 2019, sont pendues dans la prison de Nassiriya pour « terrorisme ».

## Surpopulation
En 2023, le directeur de la prison, Hussein Ahmed Abniya al-Saadi, affirme à la chaîne Al Sharqiya (en) que « sa capacité est de plus de 8 000 détenus » et qu'« environ 12 000 détenus [y] sont détenus ». Ces affirmations sont contredites par des rapports de l'ambassade américaine (2019) et de la commission irakienne des droits de l'homme (2020), qui indiquent tous deux que la capacité de la prison est de 4 000 places pour environ 10 900 détenus. « Toutefois, d'autres sources médiatiques indiquent que la prison d'al-Hout, à Nassiriya, abrite plus de 40 000 détenus hommes, environ 1 000 détenues femmes, et 29 000 détenus dont les affaires n'ont pas encore été tranchées », rapporte le site d'information panarabe Al-Araby Al-Jadeed (en). Selon un rapport de l'ONG Women Journalists Without Chains (2025), « 8 000 condamnés à mort se trouvent dans la prison de Nassiriya ».

## Détenus notables
- Ahmed al-Alwani, homme politique irakien, président de la commission des Affaires économiques du Parlement de 2011 à 2013[37] ;
- Oussama Atar, terroriste belgo-marocain considéré comme le cerveau des attentats de Paris et de Bruxelles[38] ;
- Tarek Aziz, homme politique irakien, ministre des Affaires étrangères du régime baasiste de 1983 à 1991[39].